# KATRIN

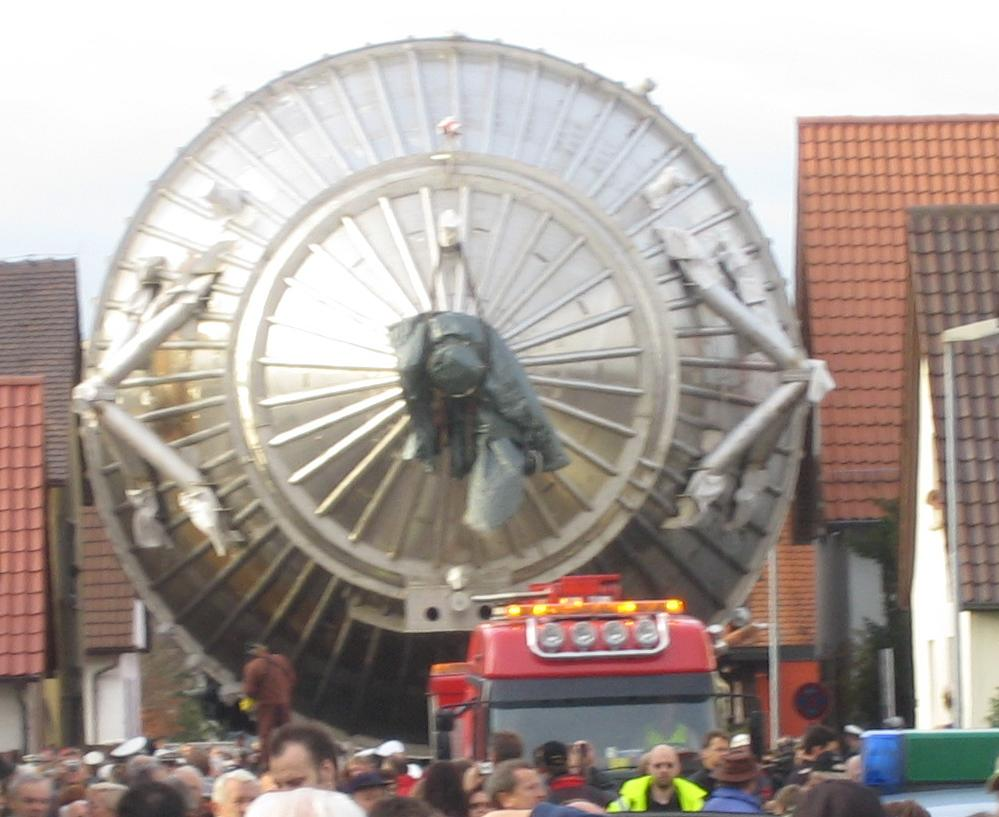
Le spectromètre principal dans les rues de Leopoldshafen lors de son transport routier jusqu'à Karlsruhe.

KATRIN (Karlsruhe Tritium Neutrino) est un appareil d'expérimentation situé à Karlsruhe en Allemagne, visant à mesurer la masse du neutrino avec une précision sub-eV en examinant le spectre des électrons émis par la radioactivité β du tritium. L'instrument a été construit à partir de 2006 et a permis les premiers résultats publiés en septembre 2019.

## Contexte de l'expérience
Le phénomène d'oscillation des neutrinos est mis en évidence à la fin des années 90 par l'expérience Super-Kamiokande, basée au Japon. Ce phénomène rend compte de la masse non nulle de ces particules, contrairement aux prédictions du modèle standard.
Les expériences d'oscillation permettent de mesurer l'écart de masse entre les différentes saveurs de neutrino, mais pas de déterminer leur masse directement.

## Histoire et construction

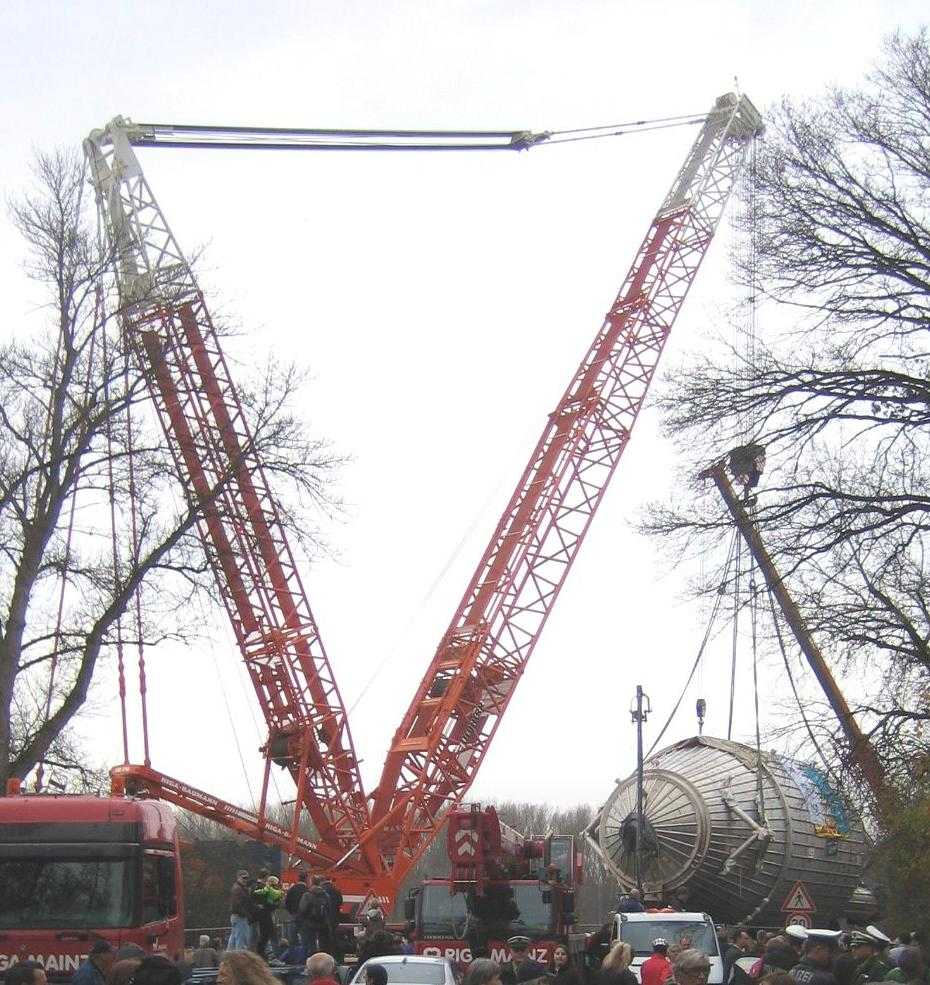
Construction de KATRIN.

La collaboration KATRIN regroupant 150 signataires venant de six pays différents est fondée en 2001. L'instrument KATRIN est imaginé en 2004.
Les années 2010 voient l'achèvement de la construction et le début des campagnes de calibration. Le noyau de l'appareil est un spectromètre de 200 tonnes, qui a été construit par la firme MAN DWE GmbH à Deggendorf et a été transporté par bateau à Karlsruhe sur un trajet long de 8 600 km à travers le Danube, la mer Noire, la mer Méditerranée, l'océan Atlantique et le Rhin. L'installation se situe sur le campus nord du Karlsruhe Institute of Technology.
Les premiers résultats ont été annoncés le 13 septembre 2019.

## Description
L'appareil de mesure Katrin pèse 200 tonnes, et mesure 70 mètres de long pour 10 mètres de haut. Il est décrit dans la presse pour le grand public comme la plus grande balance du monde.

### Principe

Spectre en énergie de la désintégration β du tritium tel que mesurable par KATRIN. La masse du neutrino est obtenue en analysant les plus hautes énergies du spectre et la déformation de ce dernier. Le spectre est représenté pour divers cas, le cas standard (avec un neutrino de masse nulle) et pour différentes valeurs de masse.

Le principe de mesure consiste à mesurer, lors de la désintégration du noyau de tritium en noyau d'hélium, les énergies des particules obtenues : un électron et un neutrino.
La radioactivité bêta du tritium est la moins énergétique des radioactivités de ce type. Les électrons et neutrinos émis partagent seulement 18,6 keV d'énergie entre eux. KATRIN est conçu pour produire un spectre très précis du nombre d'électrons émis avec de l'énergie très proche du tritium (à quelques eV près), ce qui correspond à des neutrinos de très basse énergie. Si le neutrino est une particule sans masse, il n'y a pas de frontière minimale à l'énergie que le neutrino peut porter, le spectre d'énergie de l'électron devrait aller jusqu'à la limite de 18,6 keV. Par ailleurs, si le neutrino a de la masse, alors il doit transporter au moins le niveau d'énergie équivalent à sa masse tel que calculé avec E=mc2, et le spectre de l'électron devrait tomber à la limite du total d'énergie et avoir une forme différente.
Dans la plupart des cas de radioactivité de type bêta, l'électron et le neutrino portent à peu près les mêmes quantités d'énergie. Les cas intéressant KATRIN, dans lesquels l'électron porte presque toute l'énergie et le neutrino pratiquement rien, sont très rares, arrivant une fois sur mille milliards. Afin de filtrer les cas habituels afin que le détecteur ne soit pas saturé, les électrons doivent passer à travers un potentiel électrique qui arrête tous les électrons en dessous d'un certain seuil, qui est fixé à quelques eV sous la limite totale d'énergie. Seuls les électrons qui ont assez d'énergie pour passer ce seuil sont comptés.

### Structure
L'instrument adopte une structure linéaire. La source de tritium gazeuse est située au début. Une section arrière est située en amont, destinée aux diagnostics qui comprend notamment le rear wall, une grande électrode pour fixer le potentiel électrique de la source de tritium.
Les électrons émis passent ensuite à travers la section de pompage qui accueille les cryostats, puis dans un pré-spéctromètre avant d'entrer dans le spectromètre principal pour finir leur course sur le détecteur.

### Procédé de mesure
Pour établir le spectre électronique, le filtre établi successivement un certain potentiel électrique barrière, qui ne laisse passer, moyennant une fonction de probabilité, que les électrons avec une énergie supérieure à ce potentiel. Sur une durée donnée, le nombre d'électrons qui sont passés est compté par le détecteur en bout de course. Ainsi chaque valeur de potentiel est associé à un certain taux d'électron, ce qui permet de tracer le spectre intégral de la désintégration.
Pour optimiser l'efficacité, le filtre est un filtre MAC-E, pour Magnetic Adiabatic Collimation - Electrostatic. La forme ovoïde du spectromètre permet d'imposer un fort gradient de champ magnétique le long de la course des électrons, ce qui permet de transformer leur mouvement cycloïde en un mouvement quasi rectiligne et ainsi optimiser le filtre électrostatique.

## Intérêts
La masse précise du neutrino est importante non seulement en physique des particules, mais aussi en cosmologie, parce qu'il permet de déterminer si les neutrinos sont susceptibles de contribuer (modestement) à la matière noire. L'observation de l'oscillation de neutrinos est une preuve de l'existence d'une masse des neutrinos, mais ne permet pas de déterminer leur impact sur la formation des grandes structures en cosmologie. De plus, les oscillations de neutrinos ne donnent pas d'indications sur le fait que neutrino soit ou non sa propre antiparticule, c'est-à-dire de savoir s'il obéit à une équation de Majorana ou une équation de Dirac.
Avec la possibilité d'observer une double désintégration bêta d'anti-neutrino, KATRIN est l'une des expérimentations du neutrino qui serait le plus capable d'apporter des résultats significatifs dans le domaine dans un futur proche.

## Mesures
Les premières mesures avec KATRIN ont été effectuées entre avril et mai 2019, pendant 28 jours avec une activité du tritium non nominale, ce qui correspond à 5 jours de données à activité nominale. Cette série d'expérience a montré que le neutrino était trop léger face à la sensibilité de l'appareil avec si peu de statistiques, et permet de conclure avec 90% de confiance à une masse inférieure à 1,1 eV, donc qu'il pèse moins de 1,96 × 10−33 gramme, ce qui est une contrainte expérimentale, indépendante d'hypothèses, au moins deux fois meilleure que les précédentes mesures par d'autres instruments.

## Implication dans la recherche des neutrinos stériles
Les neutrinos stériles sont des particules hypothétiques hors modèle standard. Leur présence pourrait être mise en évidence indirectement grâce à KATRIN. De la même manière que pour les neutrinos standards, la présence d'un neutrino stérile massif devrait laisser une trace dans le spectre électronique mesuré par KATRIN.

### Neutrinos stériles légers
Les neutrinos stériles légers sont une des hypothèses pour répondre à la possible existence des neutrinos stériles. Ils désignent les neutrinos stériles de la gamme de masse jusqu'à l'électron-volt ou de la dizaine d'électron-volts. Leur existence est envisagée pour répondre à des anomalies dans le flux de neutrinos issus de réacteurs nucléaires, appelées "anomalies réacteur". Au niveau cosmologique, la présence des neutrinos stériles légers représenterait la même proportion en masse que les étoiles dans l'univers, ce qui n'est pas suffisant pour expliquer la matière noire ; les neutrinos stériles légers ne proposeraient donc qu'une correction mineure des modèles cosmologiques.
La gamme spectrale de KATRIN permet théoriquement de détecter des neutrinos stériles dans une gamme de masse jusqu'à 90 eV, ou à défaut, invalider leur existence sur cette gamme de masse. Les résultats obtenus sur la première série de données invalident l'hypothèse de l'existence du neutrino stérile léger sur une large gamme de masse, et invalideraient une partie des prédictions de certaines anomalies réacteur,.

### Neutrinos stériles lourds
Un nouveau détecteur pour KATRIN est en développement. Ce détecteur nommé TRISTAN permettra d'obtenir un spectre sur une gamme d'énergie plus large et ainsi sonder l'éventuelle trace des neutrinos stériles jusqu'au keV. Les neutrinos stériles lourds, contrairement aux légers, sont des candidats à la matière noire.
Un module d'essai du détecteur a été placé sur KATRIN en novembre 2020.